# Louis von der Groeben
Louis von der Groeben (* 27. August 1842 in Arenstein; † 12. August 1904 ebenda) war ein deutscher Rittergutsbesitzer und Abgeordneter in Ostpreußen.

## Leben

### Herkunft
Louis war ein Sohn des Herrn auf Arenstein und Tiefensee Theodor von der Groeben (1805–1863) und dessen Ehefrau Valeska, geborene von Wrangel (1808–1884).

### Karriere
Groeben besuchte das Altstädtische Gymnasium und die Universität in Königsberg. 1862 trat er in die Preußische Armee ein und wurde 1863 Sekondeleutnant im 8. Pommerschen Infanterie-Regiment Nr. 61. Er nahm 1866 am Krieg gegen Österreich und 1870/71 am Krieg gegen Frankreich teil. Bis 1875 avancierte er zum Hauptmann und Kompaniechef im Westfälischen Füsilier-Regiment Nr. 37 in Posen. 1876 nahm Groeben seinen Abschied.
Er war Besitzer eines Gutes in Arenstein und saß von 1879 bis 1885 im Preußischen Abgeordnetenhaus. Für die Deutschkonservative Partei vertrat er von 1893 bis 1903 den Reichstagswahlkreis Regierungsbezirk Königsberg 5 im Deutschen Reichstag. 1894 wurde er in das Preußische Herrenhaus berufen.
Groeben war Rechtsritter des Johanniterordens und er starb kurz vor seinem 62. Geburtstag.

### Familie
Er hatte sich am 20. September 1867 mit Bertha Linde (* 1845) verheiratet. Aus der Ehe gingen die Söhne Kurt (* 1868) und Paul Theodor (* 1885) hervor.